# Margit Nünke
Margit Nünke, née le 15 novembre 1930 à Stettin en Poméranie occidentale (maintenant appelée Szczecin, Pologne) et morte le 10 janvier 2015 à Munich, était un mannequin et une actrice allemande sacrée Miss Allemagne en 1955. 

## Biographie et carrière
Margit Nünke devint Miss Allemagne le 11 juin 1955 après avoir été Miss Rhénanie-du-Nord–Westphalie. En 1956, elle remporta le titre de Miss Europe et pour le concours de Miss Univers qui eut lieu en 1955 à Longbeach, en Californie, elle atteignit la finale et la 4e place. 

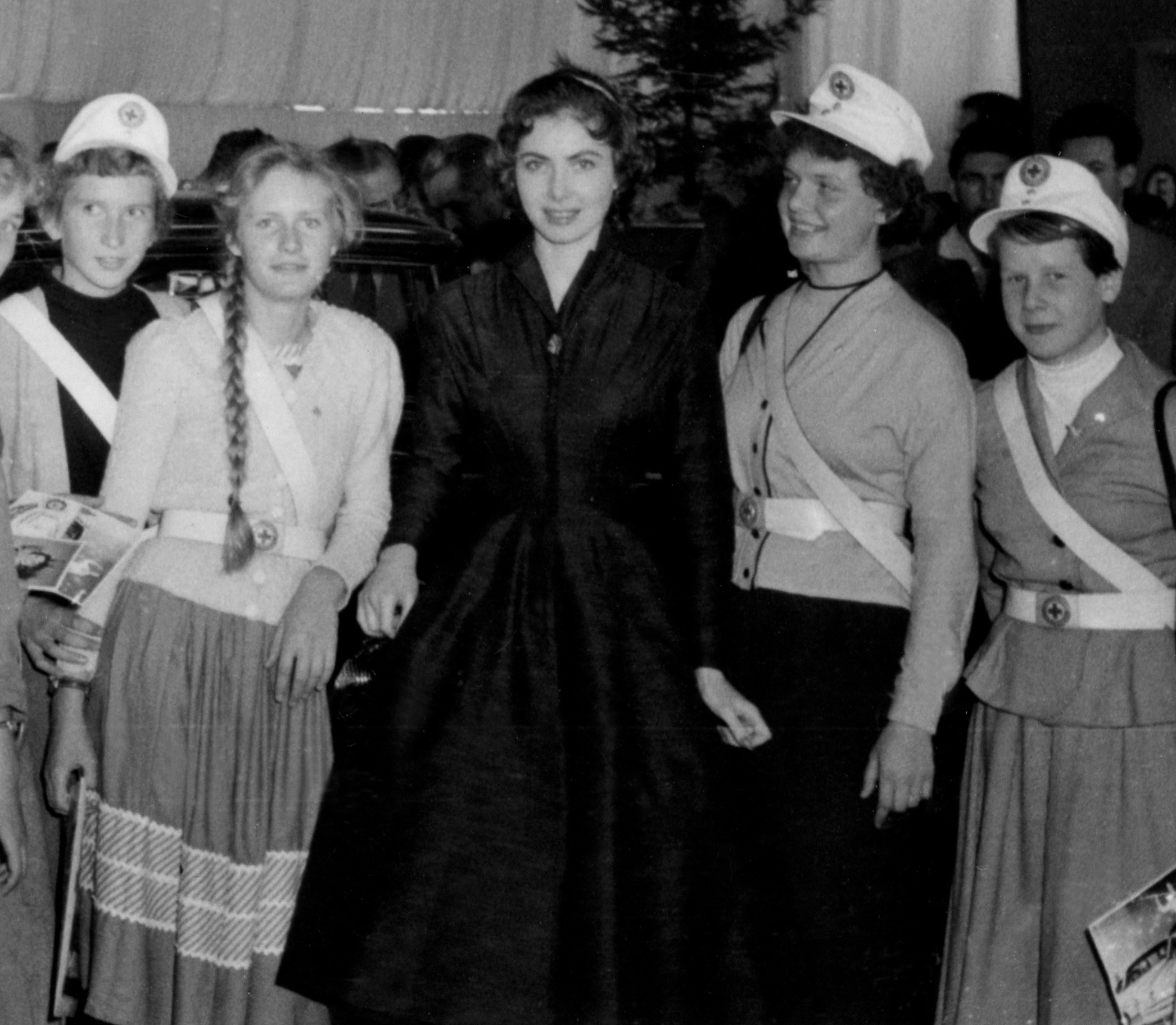
Margit Nünke, Miss Allemagne (1955)

Entre 1957 et 1965, elle apparut dans neuf films et deux films télévisés. Elle est surtout connue pour Les fiancés de la mort (I fidanzati della morte, 1957), Gitarren klingen leise durch die Nacht (1960), Meine Nichte tut das nicht (1960) et Liebesgrüße aus Tirol (1964). En 1984, elle joua dans la série télévisée intitulée Eine Klasse für sich - Geschichten aus einem Internat et Heiße Wickel - kalte Güsse puis en 1985, elle enchaîna avec la série Leute wie du und ich. Margit Nünke fut l'actrice vedette de plusieurs films et la partenaire de Peter Alexander, Fred Bertelmann, Gerhard Riedmann et Toni Sailor parmi d'autres.
En 1959, dans le film intitulé Dans les griffes du tigre (en allemand Geliebte Bestie), elle eut l'occasion également de montrer ses talents de danseuse. Celui-ci se déroulait dans le monde du cirque et Margit y interpréta le rôle de Beatrix, la danseuse qui voulait faire son numéro dans la cage des fauves en même temps qu'un numéro de dressage.
Sur une courte période, elle s'essaya comme chanteuse; elle enregistra plusieurs titres dont un duo avec Peter Garden intitulé Jede Woche, die hat 7 Tage (en français chaque semaine a 7 jours). Peter Garden, un autre acteur allemand fut également son époux de 1972 à 2015. Avec lui, elle vécut 43 ans à Munich jusqu'à ce qu'il meure le 7 janvier 2015 ; elle mourut trois jours après lui.

## Filmographie
- 1957 : Les Fiancés de la mort (I fidanzati della morte) de Romolo Marcellini
- 1960 : Gitarren klingen leise durch die Nacht[4] (en allemand)
- 1964 : Liebesgrüße aus Tirol[5] (en allemand)
- 1984 : Eine Klasse für sich - Geschichten aus einem Internat[6] (série télévisée, en allemand)